# Inheaven
Inheaven foi uma banda inglesa de indie rock do sul de Londres. Formado em 2014, o grupo lançou seu primeiro single "Regeneration" em 2015 pelo selo Cult Records de Julian Casablancas. O single foi apoiado pelos DJs da BBC Radio 1 / BBC6 Music Annie Mac, Phil Taggart, Steve Lamacq e Chris Hawkins. A banda foi mencionada nas listas de artistas para ficar de olho em 2016 da revista DIY e da XFM, com a NME anunciando-os como "uma das novas bandas mais empolgantes do Reino Unido". A banda também liderou a pesquisa de leitores de revistas DIY em 2016, ficando em primeiro lugar na categoria "Música do Ano", em segundo lugar como "Banda do Ano" e quarto lugar como "Melhor Ato ao Vivo do Ano".
Eles passaram a maior parte de 2016 e 2017 abrindo para artistas como Sundara Karma, Circa Waves, Jamie T, Blossoms, Yak e The Magic Gang e tocaram em vários festivais internacionais, incluindo Reading e Leeds, Glastonbury e Bilbao BBK Live, terminando o ano com um show esgotado no London Scala.
Em 1 de setembro de 2017, eles lançaram seu álbum de estreia com aclamação da crítica, com a NME chamando-o de “o álbum de estreia mais perigosamente emocionante do Indie”.
Na véspera de Natal de 2018, o Inheaven anunciou sua separação. Os membros Chloe Little e James Taylor posteriormente lançaram singles sob o nome de Wings of Desire.

## Discografia

### Álbuns
| Título   | Data de lançamento    | Faixas |
| -------- | --------------------- | --- |
| INHEAVEN | 1 de setembro de 2017 | 1. "Baby's Alright" 2. "Treats" 3. "StupidThings" 4. "Vultures" 5. "All There Is" 6. "World on Fire" 7. "Drift" 8. "Do You Dream" 9. "Real Love" 10. "Bitter Town" 11. "Regeneration" 12. "Velvet" |

### Singles
| Título           | Data de lançamento    | Faixas                                         |
| ---------------- | --------------------- | ---------------------------------------------- |
| "Regeneration"   | 27 de agosto de 2015  | 1. "Regeneration" 2. "Slow"                    |
| "Bitter Town"    | 30 de outubro 2015    | 1. "Bitter Town" 2. "Tangerine"                |
| "Baby's Alright" | 1 de julho de 2016    | 1. "Baby's Alright" 2. "Meat Somebody"         |
| "All There Is"   | 29 de julho de 2016   | 1. "All There Is"                              |
| Drift            | 26 de agosto de 2016  | 1. "Drift"                                     |
| Treats           | 9 de dezembro de 2016 | 1. "Treats" 2. "Wasted My Life on Rock n Roll" |
| Vultures         | 27 de abril de 2017   | 1. "Vultures"                                  |
| "World on Fire"  | 5 de julho de 2017    | 1. "World on Fire"                             |
| "Stupid Things"  | 24 de agosto de 2017  | 1. "Stupid Things"                             |

## Videoclipes
| Título                          | Ano  |
| ------------------------------- | ---- |
| "Baby's Alright"                | 2016 |
| "Meat Somebody"                 | 2016 |
| "All There Is"                  | 2016 |
| "Drift"                         | 2016 |
| "Treats"                        | 2016 |
| "Wasted My Life on Rock & Roll" | 2016 |
| Título                          | Ano  |
| "Vultures"                      | 2017 |
| "World on Fire"                 | 2017 |
| "Stupid Things"                 | 2017 |